# Scheloribates elegantulus
Scheloribates elegantulus är en kvalsterart som beskrevs av Hammer 1961. Scheloribates elegantulus ingår i släktet Scheloribates och familjen Scheloribatidae. Inga underarter finns listade i Catalogue of Life.